# Lene Siel
Lene Siel (født 21. august 1968 i Sæby) er en dansk sangerinde, der allerede som barn startede med at optræde sammen med sine forældre, musikeren Kurt Siel (guitarist) og Svanhild (sangerinde), på lokale nordjyske scener. Lene Siel er Tina Siels lillesøster.
Hun slog igennem med albummet Mine favoritter, der bestod af nyfortolkninger af bl.a. Mozart, Joseph Haydn, Johannes Brahms og Henry Mancini med danske tekster af Gunnar Geertsen. Albummet indeholdt også en duet med den amerikanske sanger John Denver. Mine favoritter modtog tre-dobbelt platin og solgte 190.000 eksemplarer.
Lene Siel har solgt over én million album i Danmark. Hun var den bedst sælgende danske kunstner i 1990'erne, med omkring 500.000 solgte album i Danmark.

## Historie
Siel har taget en HA fra Aalborg Universitet og Copenhagen Business School. Hun har også sunget til en af Randers Pigegardes nytårskoncerter.
Lene Siel er gennem sin musikkarriere blevet inspireret af sangere og musikere som bl.a. Barbra Streisand, Bette Midler, Perry Como, Ella Fitzgerald, Shirley Bassey, Celine Dion og Frank Sinatra. Hun har sunget duet med bl.a. John Denver, Helmut Lotti, Roger Whittaker og Tommy Körberg.
Siden barndommen har Siel også haft en stor passion for ridning, og blev udtaget til Danmarksmesterskabet i dressur for juniorer. I dag dyrker hun dressurridning i Gentofte Rideklub. Siden 2015 har hun drevet Café Tante Karla i Marielyst.

## Diskografi
Lene Siel har indtil dato (2013) udsendt 13 albums:
- Lene Siel (1991)
- Mod vinden (1993)
- Nu tændes tusind julelys (1994)
- Før mig til havet (1995)
- Mine favoritter (1996)[3]
- I Danmark er jeg født (1998)
- Salte tårer – Søde kys (1999)
- Aftenstemning (2000)
- Som en bro over mørke vande (2002)
- Gospel (2004)
- De stille timer (2005)
- Som solen (2006)
- Great Moments (2007)
- Himlen i min favn (2009)
- Forelsket (2013)